# Toce
Le Toce est une rivière du Piémont en Italie, un affluent du lac Majeur, donc un sous-affluent du Pô par le Tessin.

## Origine du nom
Le Toce était anciennement appelé la Tuxa. Son étymologie pourrait dériver du fleuve Athesis (Athisone), cité par Plutarque dans ses comptes rendus guerriers concernant les barbares. Son origine pourrait ainsi être expliquée de la façon suivante: Athosone - Athos - La Tos et enfin La Toce.

## Parcours

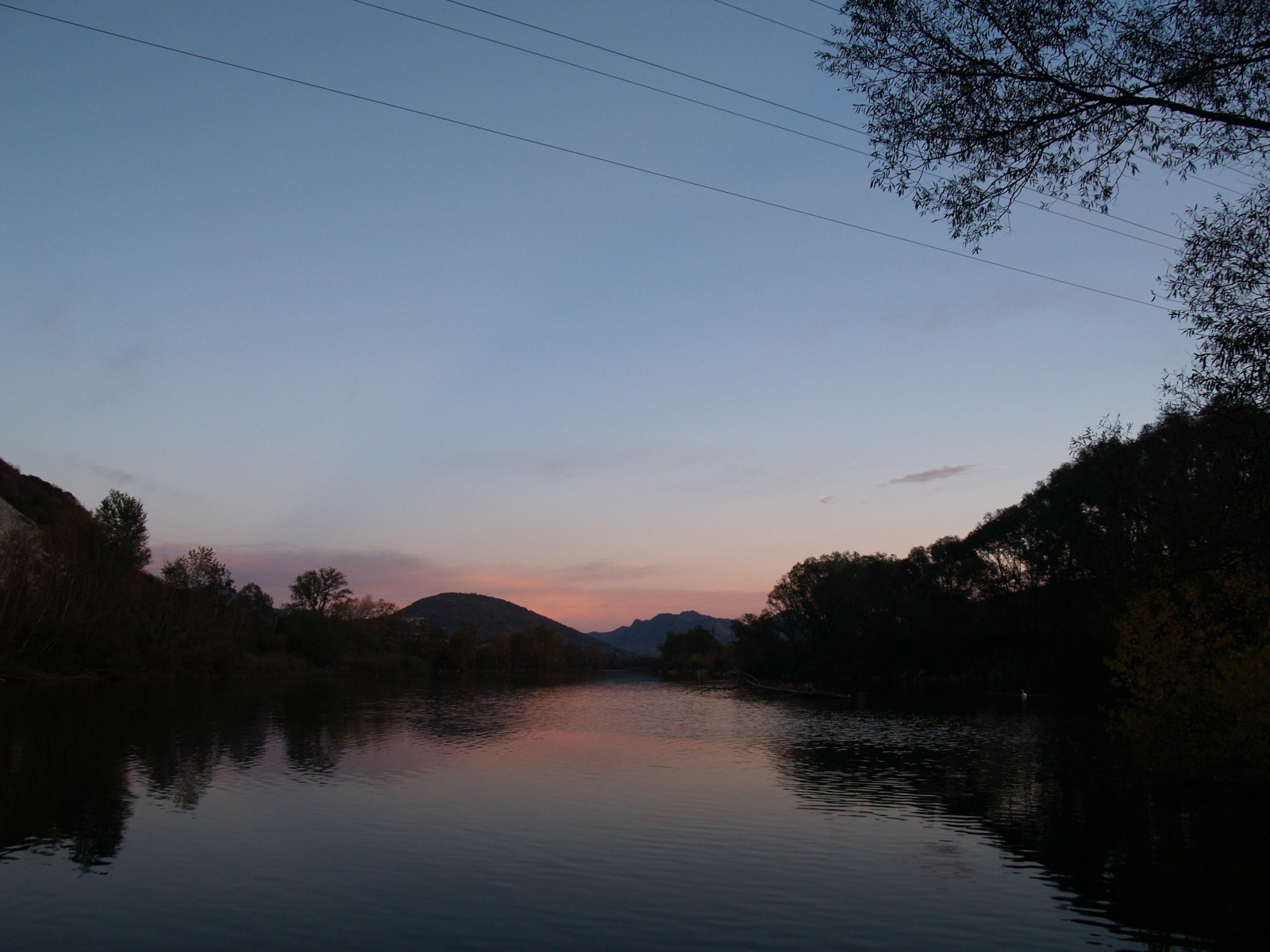
Le Toce.

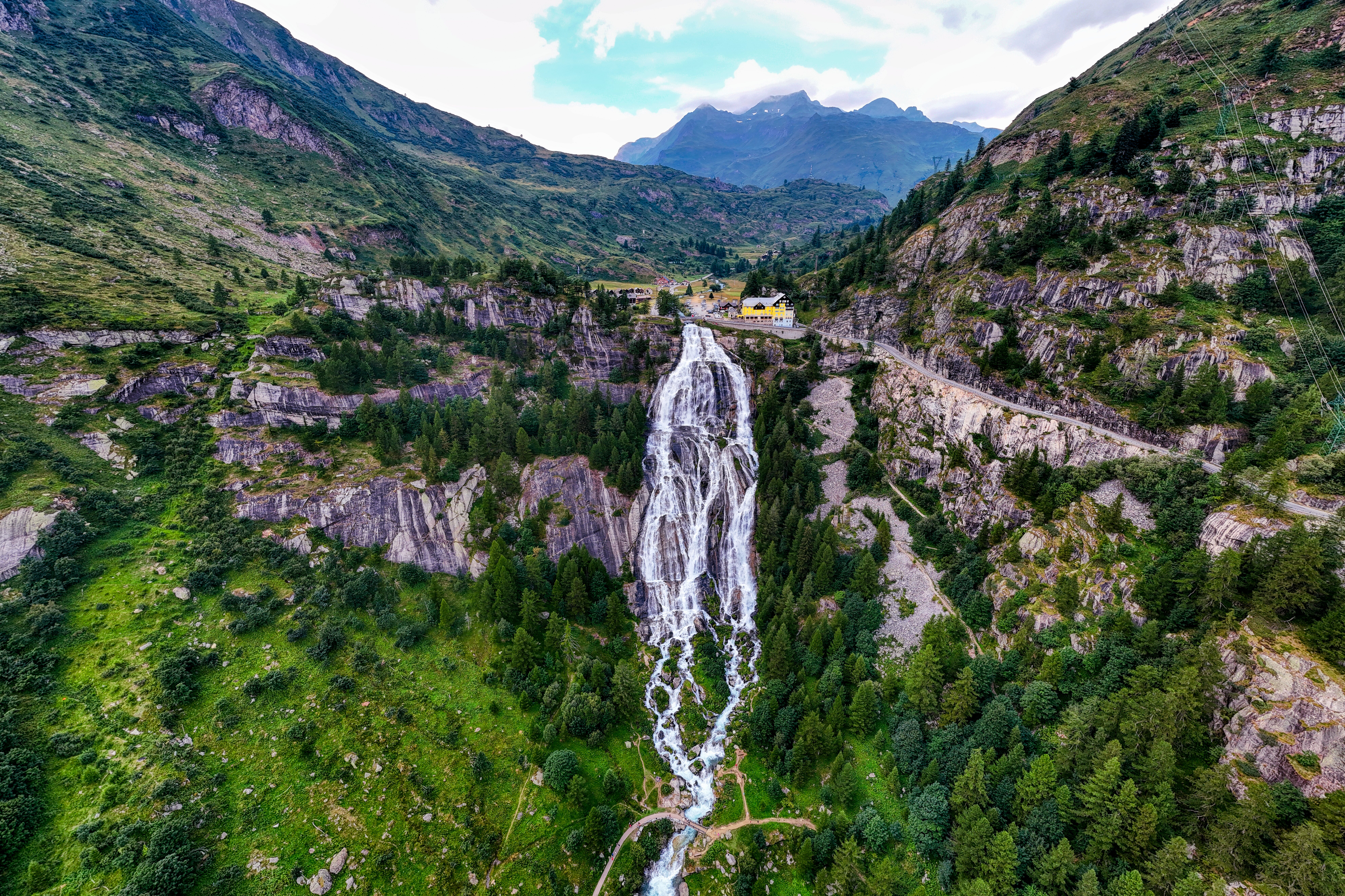
Chute du Toce La Frua.

Le Toce naît à 1 800 m d'altitude dans la plaine de Riale dans la haute Val Formazza, par l'union des rivières  Morasco, Gries et Roni. En aval, il forme la chute du Toce, appelée aussi La Frua, qui grâce à un importante déclinaison rocheuse, provoque une chute d'environ 130 mètres. 
Après avoir traversé le val Formazza et la vallée Antigorio, en passant par les Gorges d'Uriezzo, le Toce rejoint la plaine et longe Crevoladossola, les villes de Domodossola, Villadossola, Pallanzeno, Piedimulera, Pieve Vergonte (où elle reçoit les  eaux de la rivière  Marmazza), Vogogna, Premosello-Chiovenda, Anzola d'Ossola et Ornavasso. Son cours prend fin dans le golfe Barromé, entre Fondotoce (hameau de la commune de Verbania) sur la gauche et Feriolo (hameau de la commune de Baveno) sur la droite, et se jette dans le lac Majeur.

## Principaux affluents
- Devero
- Isorno
- Diveria
- Bogna
- Melezzo Occidentale
- Ovesca
- Anza
- Strona

## Histoire
Jusqu'en 1850, le Toce était navigable toute l'année jusqu'à Anzola d'Ossola. Ceci permit dans le passé le développement économique du Val d'Ossola, vu que les matériaux produits localement (marbre et granit) pouvaient être acheminés jusqu'aux canaux milanais et pouvaient être employés dans la construction de palais et d'églises. Le marbre de Candoglia, utilisé pour la construction du dôme de Milan, en est l'exemple.

## Pollution
Le Toce, entre sa source et Domodossola, est malheureusement fortement contaminé par des substances toxiques : Mercure, DDT et autres métaux lourds (surtout sur les fonds sableux). La cause de cette pollution est due principalement à la présence de l'usine chimique de Pieve Vergonte qui, avec ses productions chimiques des 100 dernières années, déversait ses résidus de fabrication directement dans la rivière Marmazza (affluent du Toce), (volontairement déviée sous l'usine et enterrée). Les productions chimique de Villadossola  ont aussi contribué à cette pollution.
La situation actuelle des déversements industriels s'est nettement améliorée grâce à la construction de dépurateurs (en 2004 la mise en route du dépurateur biologique de l'industrie de polymères de Villadossola) et à l'élimination des procédés de  production de substances telles que le DDT. Malgré cela, la pollution passée restera encore active de nombreuses années.

### Débit moyen
Source : AA.VV., Piano di tutela della acque - Allegato tecnico II.h/1 Bilancio delle disponibilita' idriche naturali e

## Source
- (it) Cet article est partiellement ou en totalité issu de l’article de Wikipédia en italien intitulé « Toce » (voir la liste des auteurs).